# Links
Links je svobodný webový prohlížeč s textovým i grafickým rozhraním. Má částečnou podporu HTML 4.0 (včetně tabulek, rámů a mezinárodních znakových sad, jako např. UTF-8), podporuje barevné i monochromatické terminály a umožňuje horizontální posun.
Je zaměřen na uživatele, kteří chtějí zachovat typické prvky grafického uživatelského rozhraní (pop-up okna, menu atd.) v textovém prostředí.
Původní verze Linksu byla vyvinuta Mikulášem Patočkou v České republice. Jeho skupina Twibright Labs později vyvinula verzi 2, která zobrazuje grafiku, umožňuje měnit velikost písma (s anti-aliasingem) a nepodporuje JavaScript. Výsledný prohlížeč je velmi rychlý, ale některé stránky nezobrazuje tak, jak bylo zamýšleno autorem, a jak se zobrazují v grafických prohlížečích. Grafický režim funguje i na systémech Unix bez X Serveru nebo jakémkoli jiném okenním prostředí, a to buď pomocí SVGALib, nebo framebufferu na systému grafické karty.